# Judi Dart
Judi Dart ist die Bezeichnung einer US-amerikanischen Höhenforschungsrakete. 
Die Judi Dart gehörte zur Familie der Loki-Raketen. Sie hatte eine Länge von 2,70 Metern, einen Durchmesser von 0,08 Metern und eine Gipfelhöhe von 65 Kilometern. Ihr Feststoffraketenantrieb sorgte für einen Startschub von 9000 Newton. Sie wurde zwischen 1964 und 1970 89-mal gestartet.